# Административно-территориальное деление Оренбургской области

## Административно-территориальное устройство
| 1 — Абдулинский район, 2 — Адамовский район, 3 — Акбулакский район, 4 — Александровский район, 5 — Асекеевский район, 6 — Беляевский район, 7 — Бугурусланский район, 8 — Бузулукский район, 9 — Гайский район, 10 — Грачёвский район, 11 — Домбаровский район, 12 — Илекский район, | 13 — Кваркенский район, 14 — Красногвардейский район, 15 — Кувандыкский район, 16 — Курманаевский район, 17 — Матвеевский район, 18 — Новоорский район, 19 — Новосергиевский район, 20 — Октябрьский район, 21 — Оренбургский район, 22 — Первомайский район, 23 — Переволоцкий район, 24 — Пономарёвский район, | 25 — Сакмарский район, 26 — Саракташский район, 27 — Светлинский район, 28 — Северный район, 29 — Соль-Илецкий район, 30 — Сорочинский район, 31 — Ташлинский район, 32 — Тоцкий район, 33 — Тюльганский район, 34 — Шарлыкский район, 35 — Ясненский район, |

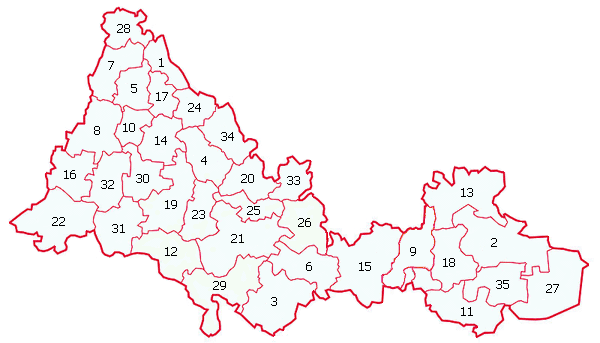
13 — Кваркенский район,
14 — Красногвардейский район,
15 — Кувандыкский район,
16 — Курманаевский район,
17 — Матвеевский район,
18 — Новоорский район,
19 — Новосергиевский район,
20 — Октябрьский район,
21 — Оренбургский район,
22 — Первомайский район,
23 — Переволоцкий район,
24 — Пономарёвский район,

Административно-территориальное устройство Оренбургской области установлено законом Оренбургской области от 11 июля 2007 года № 1370/276-IV-ОЗ., состоит из следующих административно-территориальных единиц:
- населённый пункт:
  - город — населённый пункт с численностью населения, как правило, не менее 10 тысяч человек, имеющий развитую промышленную, социально-экономическую инфраструктуру и перспективу дальнейшего экономического развития и роста населения;
  - сельский населённый пункт — населённый пункт (село, посёлок, деревня, станица и другие), не отнесённый к городу;
- закрытое административно-территориальное образование;
- район;
- сельсовет (поссовет).

Согласно Уставу Оренбургской области и Закону «Об административно-территориальном устройстве Оренбургской области», субъект РФ включает следующие административно-территориальные единицы:
- 35 районов
- 12 городов
- 1 закрытое административно-территориальное образование (ЗАТО Комаровский)
- 1707 сельских населённых пунктов.

Административным центром области является город Оренбург.

### Районы, города и ЗАТО
| №         | Название                     | Административный центр | Население, (чел.) | ОКАТО  |
| --------- | ---------------------------- | ---------------------- | ----------------- | ------ |
| 1e-06     | Районы                       |                        |                   |        |
| 1         | Абдулинский район            | г. Абдулино            | ↘24 337           | 53 203 |
| 2         | Адамовский район             | п. Адамовка            | ↘20 227           | 53 204 |
| 3         | Акбулакский район            | п. Акбулак             | ↘19 633           | 53 205 |
| 4         | Александровский район        | с. Александровка       | ↘13 311           | 53 206 |
| 5         | Асекеевский район            | с. Асекеево            | ↘16 555           | 53 207 |
| 6         | Беляевский район             | с. Беляевка            | ↘13 808           | 53 210 |
| 7         | Бугурусланский район         | г. Бугуруслан          | ↗17 333           | 53 211 |
| 8         | Бузулукский район            | г. Бузулук             | ↗31 744           | 53 212 |
| 9         | Гайский район                | г. Гай                 | ↘39 040           | 53 214 |
| 10        | Грачёвский район             | c. Грачёвка            | ↘11 150           | 53 215 |
| 11        | Домбаровский район           | п. Домбаровский        | ↘11 787           | 53 217 |
| 12        | Илекский район               | п. Илек                | ↗25 845           | 53 219 |
| 13        | Кваркенский район            | с. Кваркено            | ↗15 444           | 53 222 |
| 14        | Красногвардейский район      | с. Плешаново           | ↘17 535           | 53 223 |
| 15        | Кувандыкский район           | г. Кувандык            | ↗41 621           | 53 224 |
| 16        | Курманаевский район          | с. Курманаевка         | ↘14 807           | 53 225 |
| 17        | Матвеевский район            | с. Матвеевка           | ↘9396             | 53 227 |
| 18        | Новоорский район             | п. Новоорск            | ↘24 342           | 53 230 |
| 19        | Новосергиевский район        | п. Новосергиевка       | ↘30 118           | 53 231 |
| 20        | Октябрьский район            | с. Октябрьское         | ↘17 650           | 53 233 |
| 21        | Оренбургский район           | г. Оренбург            | ↗118 373          | 53 234 |
| 22        | Первомайский район           | п. Первомайский        | ↘21 752           | 53 236 |
| 23        | Переволоцкий район           | п. Переволоцкий        | ↘20 988           | 53 237 |
| 24        | Пономарёвский район          | с. Пономарёвка         | ↘13 265           | 53 238 |
| 25        | Сакмарский район             | с. Сакмара             | ↗29 406           | 53 240 |
| 26        | Саракташский район           | п. Саракташ            | ↗40 630           | 53 241 |
| 27        | Светлинский район            | п. Светлый             | ↘10 315           | 53 242 |
| 28        | Северный район               | с. Северное            | ↘11 338           | 53 243 |
| 29        | Соль-Илецкий район           | г. Соль-Илецк          | ↘46 678           | 53 244 |
| 30        | Сорочинский район            | г. Сорочинск           | ↗40 873           | 53 250 |
| 31        | Ташлинский район             | с. Ташла               | ↘20 496           | 53 251 |
| 32        | Тоцкий район                 | с. Тоцкое              | ↗32 231           | 53 252 |
| 33        | Тюльганский район            | п. Тюльган             | ↗17 698           | 53 253 |
| 34        | Шарлыкский район             | с. Шарлык              | ↘15 226           | 53 256 |
| 35        | Ясненский район              | г. Ясный               | ↘18 237           | 53 259 |
| 35.000002 | Города (областного значения) |                        |                   |        |
| 36        | город Абдулино               | г. Абдулино            | ↘17 274           | 53 404 |
| 37        | город Бугуруслан             | г. Бугуруслан          | ↘43 930           | 53 408 |
| 38        | город Бузулук                | г. Бузулук             | ↗88 341           | 53 412 |
| 39        | город Гай                    | г. Гай                 | ↘32 363           | 53 413 |
| 40        | город Кувандык               | г. Кувандык            | ↗26 596           | 53 414 |
| 41        | город Медногорск             | г. Медногорск          | ↘24 149           | 53 415 |
| 42        | город Новотроицк             | г. Новотроицк          | ↘79 410           | 53 420 |
| 43        | город Оренбург               | г. Оренбург            | ↘550 344          | 53 401 |
| 44        | город Орск                   | г. Орск                | ↘190 318          | 53 423 |
| 45        | город Соль-Илецк             | г. Соль-Илецк          | ↘26 149           | 53 425 |
| 46        | город Сорочинск              | г. Сорочинск           | ↗28 478           | 53 427 |
| 47        | город Ясный                  | г. Ясный               | ↗15 471           | 53 432 |
| 47.000003 | ЗАТО                         |                        |                   |        |
| 48        | ЗАТО Комаровский             | п. Комаровский         | ↘6408             | 53 000 |

## Муниципальное устройство
В рамках муниципального устройства, в границах административно-территориальных единиц области к 1 января 2019 года образованы 487 муниципальных образований, в том числе: 
- 13 городских округов,
- 29 муниципальных районов, которые включают:
  - 445 сельских поселений.

Городских поселений в области к 1 января 2019 года нет.

### Муниципальные районы и городские округа
| №         | Название                     | Флаг | Герб | Админ. центр     | Население, (чел.) | Площадь, км² |
| --------- | ---------------------------- | ---- | ---- | ---------------- | ----------------- | ------------ |
| 1e-06     | Муниципальные районы         |      |      |                  |                   |              |
| 1         | Адамовский район             |      |      | п. Адамовка      | ↘20 227           | 6290,92      |
| 2         | Акбулакский район            |      |      | п. Акбулак       | ↘19 633           | 4976,94      |
| 3         | Александровский район        |      |      | с. Александровка | ↘13 311           | 3059,53      |
| 4         | Асекеевский район            |      |      | с. Асекеево      | ↘16 555           | 2369,06      |
| 5         | Беляевский район             |      |      | с. Беляевка      | ↘13 808           | 3687,81      |
| 6         | Бугурусланский район         |      |      | г. Бугуруслан    | ↗17 333           | 2838,04      |
| 7         | Бузулукский район            |      |      | г. Бузулук       | ↗31 744           | 3799,13      |
| 8         | Грачёвский район             |      |      | c. Грачёвка      | ↘11 150           | 1746,29      |
| 9         | Домбаровский район           |      |      | п. Домбаровский  | ↘11 787           | 3567,40      |
| 10        | Илекский район               |      |      | п. Илек          | ↗25 845           | 3599,89      |
| 11        | Кваркенский район            |      |      | с. Кваркено      | ↗15 444           | 5184,30      |
| 12        | Красногвардейский район      |      |      | с. Плешаново     | ↘17 535           | 2890,52      |
| 13        | Курманаевский район          |      |      | с. Курманаевка   | ↘14 807           | 2862,43      |
| 14        | Матвеевский район            |      |      | с. Матвеевка     | ↘9396             | 1764,24      |
| 15        | Новоорский район             |      |      | п. Новоорск      | ↘24 342           | 2919,44      |
| 16        | Новосергиевский район        |      |      | п. Новосергиевка | ↘30 118           | 4531,61      |
| 17        | Октябрьский район            |      |      | с. Октябрьское   | ↘17 650           | 2693,04      |
| 18        | Оренбургский район           |      |      | г. Оренбург      | ↗118 373          | 5022,08      |
| 19        | Первомайский район           |      |      | п. Первомайский  | ↘21 752           | 5055,17      |
| 20        | Переволоцкий район           |      |      | п. Переволоцкий  | ↘20 988           | 2756,44      |
| 21        | Пономарёвский район          |      |      | с. Пономаревка   | ↘13 265           | 2069,04      |
| 22        | Сакмарский район             |      |      | с. Сакмара       | ↗29 406           | 2047,71      |
| 23        | Саракташский район           |      |      | п. Саракташ      | ↗40 630           | 3639,45      |
| 24        | Светлинский район            |      |      | п. Светлый       | ↘10 315           | 5607,58      |
| 25        | Северный район               |      |      | с. Северное      | ↘11 338           | 2090,01      |
| 26        | Ташлинский район             |      |      | с. Ташла         | ↘20 496           | 3440,49      |
| 27        | Тоцкий район                 |      |      | с. Тоцкое        | ↗32 231           | 3112,98      |
| 28        | Тюльганский район            |      |      | п. Тюльган       | ↗17 698           | 1887,21      |
| 29        | Шарлыкский район             |      |      | с. Шарлык        | ↘15 226           | 2876,67      |
| 29.000002 | Городские округа             |      |      |                  |                   |              |
| 30        | Абдулинский городской округ  |      |      | г. Абдулино      | ↘24 337           | 1785,81      |
| 31        | город Бугуруслан             |      |      | г. Бугуруслан    | ↘43 930           | 76,46        |
| 32        | город Бузулук                |      |      | г. Бузулук       | ↗88 341           | 63,33        |
| 33        | Гайский городской округ      |      |      | г. Гай           | ↘39 040           | 2985,69      |
| 34        | Кувандыкский городской округ |      |      | г. Кувандык      | ↗41 621           | 5767,62      |
| 35        | город Медногорск             |      |      | г. Медногорск    | ↘24 149           | 353,63       |
| 36        | город Новотроицк             |      |      | г. Новотроицк    | ↘79 410           | 352,34       |
| 37        | город Оренбург               |      |      | г. Оренбург      | ↘550 344          | 916,91       |
| 38        | город Орск                   |      |      | г. Орск          | ↘190 318          | 1426,54      |
| 39        | Соль-Илецкий городской округ |      |      | г. Соль-Илецк    | ↘46 678           | 5200,03      |
| 40        | Сорочинский городской округ  |      |      | г. Сорочинск     | ↗40 873           | 2819,08      |
| 41        | Ясненский городской округ    |      |      | г. Ясный         | ↘18 237           | 3565,32      |
| 42        | ЗАТО Комаровский             |      |      | п. Комаровский   | ↘6408             | 30,00        |

## Сельсоветы (сельские поселения)

### Абдулинский район
В состав района входят сельсоветы (сельские поселения до их упразднения в 2015 году)
- Абдрахмановский сельсовет — сёла Абдрахманово, Николькино;
- Артемьевский сельсовет — сёла Артемьевка, Булатовка, Захаркино, посёлок Северная Звезда;
- Емантаевский сельсовет — сёла Емантаево, Егорьевка, деревни Верхний Курмей, Гавриловка;
- Зериклинский сельсовет — сёла Зерикла, Степановка Первая, Новый Тирис;
- Искринский сельсовет — посёлки Искра, Венера, Черемушки, Чемизла, сёла Новотроевка, Яковлевка, деревня Аркаевка;
- Камышсадакский сельсовет — сёла Камыш-Садак, Авдеевка, посёлок Савельевка;
- Малосурметский сельсовет — сёла Малый Сурмет, Андреевка, Большой Сурмет, деревня Зоровка;
- Нижнекурмейский сельсовет — сёла Нижний Курмей, Алферовка, посёлок Даниловка;
- Новоякуповский сельсовет — сёла Новоякупово, Радовка, посёлок Красная Нива, разъезд Тирис;
- Первомайский сельсовет — посёлки Первомайский, Лесной, село Васильевка;
- Покровский сельсовет — сёла Покровка, Исайкино, посёлок Алексеевка, деревни Артамоновка, Васькино;
- Старошалтинский сельсовет — сёла Старые Шалты, Баклановка;
- Тирис-Усмановский сельсовет — село Тирис-Усманово;
- Чеганлинский сельсовет — сёла Чеганлы, Петровка, Степановка Вторая.

Ранее населённые пункты были объединены в 23 сельских и 1 городской территориальный округ, которые 2005 году были преобразованы в существующие сейчас поселения.
Законом Оренбургской области от 26 июня 2015 года № 3240/876-V-ОЗ, 10 июля 2015 года все муниципальные образования Абдулинского района — городское поселение город Абдулино и сельские поселения Абдрахмановский сельсовет, Артемьевский сельсовет, Емантаевский сельсовет, Зериклинский сельсовет, Искринский сельсовет, Камышсадакский сельсовет, Малосурметский сельсовет, Нижнекурмейский сельсовет, Новоякуповский сельсовет, Первомайский сельсовет, Покровский сельсовет, Старошалтинский сельсовет, Тирис-Усмановский сельсовет, Чеганлинский сельсовет — были преобразованы, путём их объединения, в Абдулинский городской округ.

### Адамовский район
В состав района входят сельсоветы (сельские поселения):
- Адамовский поссовет — посёлки Адамовка, Джарлинский, Джусинск, Новоадамовка, Нововинницкое, Айдырлинск, сёла Карабутак, Нижняя Кийма, Осетин;[20]
- Аниховский сельсовет — сёла Аниховка, Джасай, Красноярск;
- Брацлавский сельсовет — сёла Брацлавка, Аневка, Каинсай, Каменецк;
- Елизаветинский сельсовет — сёла Елизаветинка, Баймурат, посёлок Энбекши;
- Комсомольский сельсовет — посёлки Комсомольский, Джарабутак, Заполье;
- Майский сельсовет — посёлок Майский, сёла Коскуль, Кусем;
- Обильновский сельсовет — посёлки Обильный, Новосовхозный;
- Речной поссовет — посёлок Речной (присоединён к Майскому сельсовету);
- Совхозный сельсовет — посёлки Совхозный, Мещеряковский;
- Теренсайский сельсовет — посёлки Теренсай, Белополье, Слюдяной, село Андреевка, станция Теренсай;
- Шильдинский поссовет — посёлок Шильда, разъезд 435 км;
- Юбилейный сельсовет — посёлки Юбилейный, Жуламансай, разъезд Жуламансай.

### Акбулакский район
В состав района входят сельсоветы (сельские поселения):
- Акбулакский поссовет — посёлки Акбулак, Шулаксу, Кулаксай, разъезды 29 км, 30 км;
- Базартюбинский сельсовет — посёлки Кайракты, Новопривольный;
- Васильевский сельсовет — село Васильевка, посёлок Майдан;
- Заилечный сельсовет — село Веселый Первый, посёлки Кызылбулак, Майкобулак, Нагумановка, Новоодесский;
- Каракудукский сельсовет — посёлок Каракудук, сёла Веселый Второй, Юрьевка;
- Карасаевский сельсовет (присоединён к Карасаевскому сельсовету) — село Карасай;
- Карповский сельсовет — село Карповка, посёлок Салидовка;
- Мичуринский сельсовет — село Покровка, посёлки Бикмурзино, Кужунтай, Меловой Завод, разъезд 28 км;
- Новогригорьевский сельсовет — посёлки Новогригорьевка, Новоалександровка;
- Новопавловский сельсовет — село Новопавловка, посёлок Межгорный;
- Новоуспеновский сельсовет — село Новоуспеновка;
- Сагарчинский сельсовет — село Сагарчин, посёлки Акоба, Корниловка, Ушкунь, Харьковка;
- Советский сельсовет — село Советское, посёлки Орловка, Саракамыш, аул Кокчунак;
- Тамдысайский сельсовет — село Тамдысай;
- Федоровский сельсовет — сёла Федоровка, Александровка;
- Шаповаловский сельсовет — село Шаповалово, посёлки Вершиновка, Новомарьевка;
- Шкуновский сельсовет — посёлок Шкуновка, село Андреевка.

### Александровский район
В состав района входят сельсоветы (сельские поселения)
- Александровский сельсовет — село Александровка, посёлки Подгорный, Буранный;
- Георгиевский сельсовет — сёла Георгиевка, Каяпкулово, Курпячево, Рощепкино;
- Добринский сельсовет — сёла Добринка, Архангеловка, Михайловка, посёлок Загорский;
- Ждановский сельсовет — сёла Ждановка, Каменка, Новоникольское, Новоспасское, Николаевка, Фёдоровка;
- Зелёнорощинский сельсовет — сёла Зелёная Роща, Кутучево, Канчирово, Якут;
- Каликинский сельсовет — сёла Каликино, Новоникитино, посёлок Дальний;
- Марксовский сельсовет — посёлки Марксовский, Самарский, Энгельс, Курский, село Дмитриевка;
- Новомихайловский сельсовет — сёла Новомихайловка, Актыново, Исянгильдино;
- Романовский сельсовет — посёлки Романовский, Северный, сёла Гавриловка, Новодмитриевка;
- Султакаевский сельсовет — сёла Султакай, Юртаево, посёлок Майский;
- Тукаевский сельсовет — село Тукай, посёлок Южный;
- Хортицкий сельсовет — сёла Хортица, Канцеровка, Малая Добринка, Озерка, Петровка, Украинка, посёлки Мирный, Шар;
- Чебоксаровский сельсовет — сёла Чебоксарово, Стрелецк, Успенка;
- Яфаровский сельсовет — село Яфарово, посёлок Комсомольский.

### Асекеевский район
В состав района входят сельсоветы (сельские поселения)
- Аксютинский сельсовет — село Аксютино;
- Алексеевский сельсовет — сёла Алексеевка, Воскресеновка, разъезд 1334 км;
- Асекеевский сельсовет — село Асекеево, деревня Верхнезаглядино, станция Асекеево;
- Баландинский сельсовет — село Баландино, деревня Казанка;
- Воздвиженский сельсовет — село Воздвиженка, посёлок Островок, деревня Козловка;
- Думинская область (присоединён к Аксютинскому сельсовету) — посёлки Думино, Глазово;
- Заглядинский сельсовет — железнодорожная станция Заглядино, посёлок Отделение 3[21];
- Кислинский сельсовет — село Кисла, посёлки Кзыл-Юлдуз, Муслимовка, Хлебодаровка;
- Красногорский сельсовет — посёлки Красногорский, Огонёк;
- Кутлуевский сельсовет — сёла Кутлуево, Ивановка;
- Лекаревский сельсовет — село Лекаревка, посёлок Ручеёк, деревни Золотой Родник, Петровка;
- Мартыновский сельсовет — село Мартыновка, станция Филипповка;
- Мочегаевский сельсовет — сёла Мочегай, Каменные Ключи, Самаркино;
- Новосултангуловский сельсовет — сёла Новосултангулово, Старосултангулово, посёлок Курбанай;
- Рязановский сельсовет — село Рязановка, посёлок Горный;
- Старокульшариповский сельсовет — сёла Старокульшарипово, Новокульшарипово, посёлок Мулланур;
- Старомукменевский сельсовет — село Старомукменево, посёлки Шамассовка, Игенчеляр, Тарханы[22];
- Троицкий сельсовет — сёла Троицкое, Мияцкое, посёлок Донской, деревни Александровка, Выселки;
- Чкаловский сельсовет — посёлки Чкаловский, Сосновка[21];
- Юдинский сельсовет — посёлки Юдинка, Мокродол, село Брянчаниново;
- Яковлевский сельсовет — сёла Яковлевка, Николаевка, посёлок Чапаево, разъезды Кисла, 1314 км.

### Беляевский район
В состав района входят сельсоветы (сельские поселения):
- Белогорский сельсовет — посёлки Белогорский, Вторая Пятилетка, сёла Алабайтал, Гирьял;
- Беляевский сельсовет — сёла Беляевка, Жанаталап;
- Бурлыкский сельсовет — посёлки Бурлыкский, Листвянка, Новоорловка, село Красноуральск;
- Буртинский сельсовет — посёлки Буртинский, Сазан, Новая Воротовка, село Цветочное;
- Днепровский сельсовет — сёла Днепровка, Кзылжар;
- Донской сельсовет — сёла Донское, Верхнеозёрное;
- Дубенский поссовет — посёлок Дубенский;
- Карагачский сельсовет — посёлок Карагач, село Васильевка;
- Ключевский сельсовет — сёла Ключевка, Андреевка, Блюменталь, Старицкое;
- Крючковский сельсовет — сёла Крючковка, Буранчи, Рождественка, Херсоновка;
- Раздольный сельсовет — село Междуречье, посёлки Воздвиженка, Хлеборобное.

### Бугурусланский район
В состав района входят сельсоветы (сельские поселения):
- Аксаковский сельсовет — сёла Аксаково, Большое Алпаево, Малое Алпаево, Кивацкое, Алексеевка;
- Благодаровский сельсовет — село Благодаровка, посёлки Алга, Пчёлка, Юлдуз, деревни Карповка, Передовка, Саловка;
- Дмитриевский сельсовет — сёла Дмитриевка, Савруша, Мордовский Бугуруслан;
- Елатомский сельсовет — сёла Елатомка, Лобовка, посёлок Октябрьский;
- Завьяловский сельсовет — сёла Завьяловка, Красноярка, Наумовка, Поникла, деревня Козловка[23];
- Кирюшкинский сельсовет — сёла Кирюшкино, Баймаково, Нуштайкино, посёлок Муравейник;
- Кокошеевский сельсовет (присоединён к Пилюгинскому сельсовету) — сёла Кокошеевка, Коптяжево, посёлки Пчелиный, Теребилово, деревни Новонагаткино, Чабла;
- Коровинский сельсовет — село Коровино, посёлки Ивановка, Луч Труда, Чишма-Баш;
- Михайловский сельсовет — сёла Михайловка, Ключевка, Пронькино, Турхановка, посёлки Берёзовый, Гремучий Ключ, деревня Шестайкино[23];
- Нижнепавлушкинский сельсовет — сёла Нижнепавлушкино, Верхнепавлушкино, Старые Узели, посёлок Луговой;
- Нойкинский сельсовет — сёла Нойкино, Новое Тюрино, Старое Тюрино;
- Пилюгинский сельсовет — сёла Пилюгино, Ивановка, посёлки Выходный, Затоновский, Новая Волынь, Рабочий, Резвый, деревни Жуково, Безводовка, Веригино, Лукинка, Бурновка;
- Полибинский сельсовет — сёла Полибино, Молчановка, Николаевка, Бестужевка, Григорьевка, Михайловка, посёлки Дружина, Красная Глинка[23];
- Русскобоклинский сельсовет — сёла Русская Бокла, Сапожкино, посёлки Гореловский, Земсков, Желтый Ключ, Огороднический;
- Советский сельсовет — село Советское, посёлки Вишнёвка, Николаевка.

### Бузулукский район
В состав района входят сельсоветы (сельские поселения):
- Алдаркинский сельсовет — село Алдаркино, посёлок Дубовый Куст;
- Берёзовский сельсовет — село Берёзовка, посёлок Мельничный;
- Боровой сельсовет — посёлки Партизанский, Елшанский, Заповедный, Опытный, Паника;
- Верхневязовский сельсовет — сёла Верхняя Вязовка, Елшанка Вторая, Нижняя Вязовка;
- Державинский сельсовет — сёла Державино, Екатериновка, деревни Гавриловка, Карачево, Сидоркино;
- Елховский сельсовет — сёла Елховка, Воронцовка, посёлок Алексеевка;
- Елшанский сельсовет — село Елшанка Первая, разъезд 3 км;
- Жилинский сельсовет — село Жилинка, посёлки Мордовский, Новый Городок, деревни Балимовка, Казаковка;
- Каменносарминский сельсовет — сёла Каменная Сарма, Никифоровка, посёлок Никифоровское Лесничество;
- Колтубановский поссовет — посёлок Колтубановский;
- Колтубанский сельсовет — село Колтубанка, посёлок Лебяжий;
- Красногвардейский сельсовет — посёлки Красногвардеец, Кировский, Обухово, Присамарский, разъезд Красногвардеец;
- Краснослободский сельсовет — сёла Красная Слободка, Александровка, Булгаково;
- Липовский сельсовет — село Липовка;
- Лисьеполянский сельсовет — посёлки Лисья Поляна, Рябцево, Свежий Родник, сёла Покровка, Тростянка, деревня Чуфарово;
- Могутовский сельсовет — село Могутово, посёлки Ржавец, Стрелица, Черталык;
- Новоалександровский сельсовет — сёла Новоалександровка, Дмитриевка, Перевозинка;
- Новотёпловский сельсовет — сёла Новая Тёпловка, Старая Тёпловка, посёлок Гремучий;
- Палимовский сельсовет — сёла Палимовка, Новая Елшанка, разъезд Елшанка;
- Подколкинский сельсовет — сёла Подколки, Малогасвицкое, Новая Казанка;
- Преображенский сельсовет — сёла Преображенка, Озерье;[20]
- Пригородный сельсовет — посёлок Искра;
- Проскуринский сельсовет — сёла Проскурино, Новодубовка, посёлок Краснодольский;
- Староалександровский сельсовет — село Староалександровка;
- Сухореченский сельсовет — село Сухоречка, посёлки Бузулукское Лесничество, Мичурино;
- Твердиловский сельсовет — сёла Твердилово, Лоховка;
- Троицкий сельсовет — село Троицкое, посёлки Боровский, Подгорный, деревня Мотовилово;
- Тупиковский сельсовет — село Тупиковка;
- Шахматовский сельсовет — село Шахматовка, посёлок Яблоневый.

### Гайский район
В состав района входят сельсоветы (бывшие сельские поселения до их упразднения в 2015 году):
- Губерлинский сельсовет — сёла Хмелевка, Казачья Губерля, Белошапка;
- Ириклинский поссовет — посёлок Ириклинский, сёла Вишнёвое, Новоактюбинск, Терекла, Уральск;
- Камейкинский сельсовет — село Камейкино, посёлки Поповка, Саверовка, деревня Ишкино;
- Колпакский сельсовет — сёла Колпакское, Банное, Пласковское, посёлок Херсон;
- Новониколаевский сельсовет — сёла Новониколаевка, Писаревка, Новочеркасское;
- Новопетропавловский сельсовет — сёла Новопетропавловка, Новокиевка, посёлок Рождественка;
- Репинский сельсовет — посёлок Репино;
- Халиловский поссовет — посёлки Халилово, Нововоронежский, Гайнулино, Лылово, Нарбулатово, село Воскресенка, деревни Ижберда, Малохалилово, Старохалилово, Узембаево.

С 1 июня 2015 года муниципальное образование Гайский район и все входящие в его состав сельские поселения утрачивают статус муниципального образования в связи с их объединением с городским округом город Гай в Гайский городской округ
1 июня 2015 года городской округ город Гай был объединён с муниципальным образованием Гайский район в Гайский городской округ

### Грачёвский район
В состав района входят сельсоветы (сельские поселения):
- Александровский сельсовет — сёла Александровка, Саблино, Яковлевка;
- Верхнеигнашкинский сельсовет — село Верхнеигнашкино, посёлок Андреевка;
- Грачёвский сельсовет — сёла Грачёвка, Каменка;
- Ероховский сельсовет — село Ероховка;
- Ключевский сельсовет — село Ключи, посёлки Буденовка, Чапаевка;
- Новоникольский сельсовет — сёла Новоникольское, Покровка, посёлок Каликино;
- Петрохерсонецкий сельсовет — сёла Петрохерсонец, Ждамировка, Новоалексеевка, Урицкое;
- Побединский сельсовет — посёлки Победа, Клинцы, село Якутино;
- Подлесный сельсовет — посёлки Подлесный, Бабинцево, Усакла;
- Русскоигнашкинский сельсовет — сёла Русскоигнашкино, Абрышкино;
- Старояшкинский сельсовет — сёла Старояшкино, Малояшкино, Кузьминовка;
- Таллинский сельсовет — село Таллы, посёлки Комсомольский, Революционер;
- Ягодинский сельсовет (присоединён к Петрохерсонецкому сельсовету) — сёла Ягодное, Луговое.

### Домбаровский район
В состав района входят сельсоветы (сельские поселения):
- Ащебутакский сельсовет — сёла Ащебутак, Истемис, посёлок Корсунский;
- Домбаровский поссовет — посёлок Домбаровский, село Курмансай;
- Домбаровский сельсовет (присоединён к Домбаровскому поссовету) — сёла Домбаровка, Архангельское, Бояровка, Камсак, Кужанберля, посёлок Голубой Факел;
- Заречный сельсовет — посёлки Прибрежный, Караганда, село Ушкатты;
- Заринский сельсовет — сёла Богоявленка, Зарево, станция Разведка;
- Красночабанский сельсовет — посёлки Красночабанский, Аккудук, Тюльпанный, село Кинжебулак;
- Полевой сельсовет — посёлок Полевой, сёла Соколовка, Екатеринославка.

### Илекский район
В состав района входят сельсоветы (сельские поселения):
- Димитровский сельсовет — посёлки Димитровский, Братский, Суходольный, Филипповка;
- Затонновский сельсовет — село Затонное;
- Илекский сельсовет — сёла Илек, Шутово;
- Кардаиловский сельсовет — село Кардаилово;
- Красноярский сельсовет — село Красный Яр;
- Мухрановский сельсовет — село Мухраново;
- Нижнеозёрнинский сельсовет — село Нижнеозерное;
- Озёрский сельсовет — село Озёрки;
- Подстепкинский сельсовет — село Подстепки;
- Привольный сельсовет — сёла Привольное, Луговое, Песчаное, Степное;
- Рассыпнянский сельсовет — село Рассыпное;
- Сладковский сельсовет — село Сладково;
- Студёновский сельсовет — сёла Студёное, Крестовка, Раздольное, посёлок Заживный;
- Сухореченский сельсовет — село Сухоречка;
- Яманский сельсовет — село Яман.

### Кваркенский район
В состав района входят сельсоветы (сельские поселения):
- Айдырлинский поссовет (присоединён к Кваркенскому сельсовету) — посёлок Айдырлинский;
- Аландский сельсовет — сёла Аландское, Болотовск, посёлки Белозерный, Красный Огородник;
- Бриентский сельсовет — село Бриент, посёлок Комсомольский;
- Зеленодольский сельсовет (присоединён к Аландскому сельсовету) — сёла Зеленодольск, Андрианополь, посёлок Безымянный;
- Кваркенский сельсовет — село Кваркено, посёлки Майский, Октябрьский;
- Кировский сельсовет — посёлки Кировск, Асбестный, Лесная Поляна, Солончанка;
- Коминтерновский сельсовет — посёлок Коминтерн, сёла Кульма, Новопотоцк;
- Красноярский поссовет — посёлок Красноярский, село Екатериновка;
- Новооренбургский сельсовет — село Новооренбург, посёлки Караганский, Свободный;
- Приморский сельсовет — сёла Приморск, Базарбай, Гоголевка, Горный Ерик, Таналык, Чапаевка;
- Просторский сельсовет — село Просторы;
- Уральский сельсовет — сёла Уральское, Большевик, Верхняя Кардаиловка, Максим Горький, Покровка, Уртазым, Алексеевка, Березовка, Сосновка;

Законом Оренбургской области от 29 августа 2018 года № 1172/293-VI-ОЗ были преобразованы, путём их объединения, Приморский и Таналыкский сельсоветы — в Приморский сельсовет с административным центром в селе Приморск.
Законом Оренбургской области от 29 августа 2018 года № 1173/294-VI-ОЗ были преобразованы, путём их объединения, Уральский и Уртазымский сельсоветы — в Уральский сельсовет с административным центром в селе Уральское.

### Красногвардейский район
В состав района входят сельсоветы (сельские поселения):
- Дмитриевский сельсовет — посёлок Кристалка, село Петровское;
- Залесовский сельсовет — сёла Залесово, Владимировка;
- Ивановский сельсовет (присоединён к Подольскому сельсовету) — село Ивановка;
- Кинзельский сельсовет — сёла Кинзелька, Вознесенка, посёлки Александровка, Степной, деревня Петропавловка;
- Нижнекристальский сельсовет — посёлки Нижнекристалка, Учкаин;
- Никольский сельсовет — село Никольское, посёлок Фрунзенский;
- Новоюласенский сельсовет — село Новоюласка;
- Плешановский сельсовет — сёла Плешаново, Донское, посёлки Клинок, Юговка, деревни Верхнеильясово, Малоюлдашево, Новоюлдашево;
- Подольский сельсовет — сёла Подольск, Кутерля, Калтан, Красиково, Луговск, Староюлдашево;
- Преображенский сельсовет — сёла Преображенка, Ибряево, Покровка, Утеево;
- Пролетарский сельсовет — посёлки Пролетарка, Ишалка, село Бахтиярово, деревни Карьяпово, Яиково;
- Пушкинский сельсовет — посёлки Пушкинский, Юринский, сёла Старобогдановка, Юлты;
- Свердловский сельсовет — посёлки Свердловский, Ермаково, Отделение 5, Степной, Южный, село Новопетровка;
- Староникольский сельсовет — село Староникольское, посёлок Гремучий;
- Токский сельсовет — село Токское, посёлки Долинск, Комсомолец, деревни Нижнеильясово, Среднеильясово;
- Яшкинский сельсовет — сёла Яшкино, Грачевка, посёлки Горный, Дрыгин Сад, Майский.

### Кувандыкский район
В состав района входят  сельсоветы (бывшие сельские поселения до их упразднения в 2015 году) 
- - Зиянчуринский сельсовет — сёла Зиянчурино, Чулпан, посёлок Канчеровский Карьер, деревни Башкирское Канчерово, Новосакмарск, Русское Канчерово, Юлгутла, станции Дубиновка, Канчерово;
  - Ибрагимовский сельсовет — сёла Ибрагимово, Большое Чураево, деревни Акчура, Гумарово, Малое Чураево, Новокурск, Новосакмарск, Первое Юмагузино, Рамазаново, хутор Дом Отдыха «Сакмара»;
  - Ильинский сельсовет — сёла Ильинка, Подгорное, посёлок Краснощеково;
  - Краснознаменский сельсовет — сёла Краснознаменка, Никольское, Старозайцево, деревни Адаево, Карайгер, Старый Карайгер;
  - Красносакмарский сельсовет — село Новосамарск, деревни Акбулатово, Бискужа, Васильевка, Красносакмарск, Тлявгулово;
  - Куруильский сельсовет — сёла Куруил, Кайракла, деревни Аскарово, Бурангулово;
  - Маячный сельсовет — посёлок Маячный, аул Айтуар;
  - Мухамедьяровский сельсовет — село Мухамедьярово, посёлок Индустрия;
  - Новопокровский сельсовет — сёла Новопокровка, Подлесное, Шубино, посёлок Карагай-Покровка;
  - Новоракитянский сельсовет — деревни Новая Ракитянка, Второе Юмагузино;
  - Новосаринский сельсовет — станция Сара, посёлки Новосаринский, Вьюжный, Лесной, Мазово;[20]
  - Новосимбирский сельсовет — сёла Новосимбирка, Сарбай, Чукари-Ивановка, посёлок Федосеевка;
  - Новоуральский сельсовет — село Новоуральск, посёлки Залужье, Луговской, деревня Пехотное;
  - Оноприеновский сельсовет — сёла Оноприеновка, Поим, посёлок Башкалган, деревни Верхненазаргулово, Новоказанка;
  - Первомайский сельсовет — деревни Первомайск, Калиновка, Сарбаево, хутор Казарма 206 км;
  - Саринский сельсовет — село Сара, посёлок Ялнаир;
  - Уральский сельсовет — посёлки Урал, Каратал, Новый, Ровный, аул Жанатан;
  - Чеботаревский сельсовет — село Чеботарево, деревня Барангулово.

Законом Оренбургской области от 6 марта 2015 года № 3029/834-V-ОЗ, с 1 мая 2015 года все муниципальные образования Кувандыкского района вместе с городом Кувандык объединены в Кувандыкский городской округ.

### Курманаевский район
В состав района входят сельсоветы (сельские поселения):
- Андреевский сельсовет — сёла Андреевка, Ферапонтовка;
- Байгоровский сельсовет (присоединён к Андреевскому сельсовету) — сёла Байгоровка, Краснояровка, Федоровка;
- Васильевский сельсовет — сёла Васильевка, Егорьевка;
- Волжский сельсовет — посёлок Волжский, сёла Бобровка, Даниловка, Семеновка, Спиридоновка;
- Гаршинский сельсовет — село Гаршино;
- Грачевский сельсовет — село Грачевка;
- Ефимовский сельсовет — село Ефимовка;
- Кандауровский сельсовет — село Кандауровка;
- Костинский сельсовет — сёла Костино, Ивановка;
- Курманаевский сельсовет — сёла Курманаевка, Петровка;
- Кутушинский сельсовет — сёла Кутуши, Родионовка;
- Лабазинский сельсовет — сёла Лабазы, Озерки, Суриково, Скворцовка, Савельевка;
- Лаврентьевский сельсовет — село Лаврентьевка;
- Михайловский сельсовет — сёла Михайловка, Кретовка;
- Покровский сельсовет — сёла Покровка, Шабаловка;
- Ромашкинский сельсовет — село Ромашкино, посёлок Междулесье;
- Сергеевский сельсовет (присоединён к Покровскому сельсовету) — село Сергеевка.

### Матвеевский район
В состав района входят сельсоветы (сельские поселения):
- Азаматовский сельсовет (присоединён к Кинельскому сельсовету) — село Азаматово, посёлок Камышла;
- Борискинский сельсовет (присоединён к Тимошкинскому сельсовету) — село Борискино;
- Емельяновский сельсовет — сёла Емельяновка, Верхненовокутлумбетьево;
- Кинельский сельсовет — посёлки Кинельский, Африка, Высотный, деревня Нижненовокутлумбетьево;
- Кузькинский сельсовет — село Кузькино, посёлок Отборовка;
- Кульчумский сельсовет — село Кульчум;
- Матвеевский сельсовет — село Матвеевка, посёлки Красная Поляна, Радовка;[20]
- Новоашировский сельсовет — село Новоаширово, посёлок Заря;
- Новожедринский сельсовет — сёла Новожедрино, Боровка, Натальино, Новопетровка, посёлок Интернациональный, деревня Красные Ключи;
- Новоспасский сельсовет — село Новоспасское, посёлок Садак;[20]
- Новоузелинский сельсовет — село Новоузели, деревня Измайлово;
- Сарай-Гирский сельсовет — сёла Сарай-Гир, Александровка, посёлок Пролетаровка;[20]
- Староашировский сельсовет — село Староаширово;
- Старокутлумбетьевский сельсовет — село Старокутлумбетьево;
- Староякуповский сельсовет — село Староякупово;
- Тимошкинский сельсовет — село Тимошкино, деревня Кузьминовка.

### Новоорский район
В состав муниципального образования входят сельские поселения:
- Будамшинский сельсовет — сёла Будамша, Скалистое, Заморское;
- Горьковский сельсовет — сёла Горьковское, Закумачное, Можаровка, Лужки;
- Добровольский сельсовет — сёла Добровольское, Большестепное, Новосевастополь, Чиликта;
- Караганский сельсовет — сёла Караганка, Тасбулак;
- Кумакский сельсовет — село Кумак, станция Кумакская;
- Новоорский поссовет — посёлки Новоорск, Гранитный, разъезд 216 км;
- Приреченский сельсовет — сёла Центральная Усадьба совхоза «Новоорский», Плодовое, Красноуральск;
- Чапаевский сельсовет — село Чапаевка;
- Энергетикский поссовет — посёлок Энергетик.

### Новосергиевский район
В состав района входят сельсоветы (сельские поселения):
- Барабановский сельсовет — сёла Барабановка, Миролюбовка, посёлок Родниковое Озеро, разъезд 9 км;
- Берестовский сельсовет — село Берестовка, посёлки Плодородный, Хлебовка;
- Герасимовский сельсовет — село Герасимовка, хутор Барышников;
- Краснополянский сельсовет — посёлки Красная Поляна, Ростошь, Степной Маяк;
- Кувайский сельсовет — сёла Кувай, Мрясово, посёлок Горный;
- Кулагинский сельсовет — сёла Кулагино, Дедово, посёлок Киндельский;
- Кутушевский сельсовет — сёла Кутуш, Караяр, Старогумирово;
- Лапазский сельсовет — сёла Лапаз, Варшавка, Новокинделька, Новородниковка;
- Мустаевский сельсовет — сёла Мустаево, Измайловка, Ржавка;
- Нестеровский сельсовет — сёла Нестеровка, Боголюбовка, Ключевка, Кодяковка, Роптанка;
- Новосергиевский поссовет — посёлки Новосергиевка, Ключ, сёла Землянка, Лебяжка, Черепаново, хутор Казарма 1404 км;
- Платовский сельсовет — сёла Платовка, Александровка, Верхняя Платовка, Дубовая Роща, станция Платовка;
- Покровский сельсовет — сёла Покровка, Козловка, Платовский Элеватор, посёлок Ягодный;
- Рыбкинский сельсовет — сёла Рыбкино, Волостновка;
- Среднеуранский сельсовет — посёлки Среднеуранский, Губовский, село Балейка;
- Старобелогорский сельсовет — село Старобелогорка;
- Судьбодаровский сельсовет — сёла Судьбодаровка, Ахмерово, Камышка, Новоахмерово, Приуранка, посёлок Нижний Кунакбай;
- Хуторской сельсовет — сёла Хуторка, Васильевка, Сузаново, посёлок Малахово;
- Ясногорский сельсовет — посёлки Ясногорский, Красноглинный, Нагорный, Отрожный, Привольный.

### Октябрьский район
В состав района входят сельсоветы (сельские поселения):
- Белозерский сельсовет — сёла Белозерка, Людвиновка;
- Булановский сельсовет — село Буланово, хутор Красный Пахарь;
- Васильевский сельсовет — село Васильевка;
- Ильинский сельсовет — сёла Ильинка, Петровка, Сенцовка;
- Имангуловский сельсовет — сёла Второе Имангулово, Анатольевка, Первое Имангулово, посёлок Салмыш;
- Комиссаровский сельсовет — село Комиссарово, хутора Максимовский, Новенький;
- Краснооктябрьский сельсовет — посёлки Краснооктябрьский, Броды, Взгорье, Зеленый Дол, хутора Бригада 8, Кожевников, Мананников, Саргул, Федоровский, Токари;
- Марьевский сельсовет — сёла Марьевка, Биккулово, Каменка;
- Нижнегумбетовский сельсовет — сёла Нижний Гумбет, Воскресеновка, Верхний Гумбет, Кузьминовка;
- Новоникитинский сельсовет — сёла Новоникитино, Михайловка;
- Новотроицкий сельсовет — село Новотроицкое;
- Октябрьский сельсовет — сёла Октябрьское, Новобиккулово, посёлок Междугорный, хутор Морозовский;
- Российский сельсовет — посёлки Российский, Михайловский, Шестимирский;
- Уранбашский сельсовет — посёлок Уранбаш, сёла Ивановка, Портнов;
- Успенский сельсовет (присоединено к Белозерскому сельсовету) — село Успенка.

### Оренбургский район
В состав района входят сельсоветы (сельские поселения):
- Архангеловский сельсовет — сёла Архангеловка, Воскресеновка;
- Бродецкий сельсовет — село Бродецкое, хутор Херсоновка;
- Благословенский сельсовет — село Благословенка;
- Весенний сельсовет — посёлок Весенний;
- Горный сельсовет — посёлки Горный, Юный;
- Дедуровский сельсовет — село Дедуровка;
- Зауральный сельсовет — посёлки Зауральный, Западный;
- Зубаревский сельсовет — сёла Зубаревка, Цветная Пустошь;
- Ивановский сельсовет — село Ивановка;
- Каменноозёрный сельсовет — село Каменноозёрное, хутор Чулошников;
- Караванный сельсовет — посёлки Караванный, Береговой, Узловой, хутор Казачий;
- Красноуральский сельсовет — сёла имени 9 Января, Старица;
- Ленинский сельсовет — посёлок Ленина;
- Нежинский сельсовет — село Нежинка, посёлок Аэропорт;
- Нижнепавловский сельсовет — село Нижняя Павловка;
- Никольский сельсовет — село Никольское;
- Первомайский поссовет — посёлок Первомайский;
- Подгородне-Покровский сельсовет — сёла Подгородняя Покровка, Павловка;
- Пригородный сельсовет — посёлки Пригородный, Лесничество, хутор Медовка;
- Приуральский сельсовет — посёлки Приуральский, Мирный Путь, Яровой, сёла Беленовка, Вязовка;
- Пречистинский сельсовет — село Пречистинка;
- Пугачевский сельсовет — посёлки Пугачевский, Джеланды, село Паника;
- Соловьевский сельсовет — посёлок Соловьевка;
- Сергиевский сельсовет — сёла Сергиевка, Мазуровка, Приютово, хутора Красная Поляна, Панкратовский, разъезд 17 км;
- Степановский сельсовет — хутор Степановский, посёлок Комсомольское Лесничество, разъезд 1506 км;
- Струковский сельсовет — сёла Струково, Репино;
- Чебеньковский сельсовет — посёлки Чебеньки, Былинный, Бакалка, Всходы;
- Чернореченский сельсовет — село Черноречье;
- Чкаловский сельсовет — посёлки Чкалов, Благословенское Лесничество;
- Экспериментальный сельсовет — посёлки Экспериментальный, Чистый, Светлогорка, разъезд № 20;
- Южноуральский сельсовет — село Южный Урал, деревня Нижнепавловские Лагеря, разъезд 19 км.

### Первомайский район
В состав района входят сельсоветы (сельские поселения):
1. Володарский сельсовет — посёлки Володарский, Веснянка, Зарево, Маевка, Пономарево;
2. Красновский сельсовет — сёла Красное, Каменное, Тёплое, Таловое, посёлок Яганово;
3. Ленинский сельсовет — посёлки Ленинский, Зори, Ляшево, Ручьевка, Самаркин, Чапаевка;
4. Малозайкинский сельсовет — посёлки Малый Зайкин, Балабанка, Большой Зайкин, Курлин, Маштаков;
5. Мирошкинский сельсовет — село Мирошкино, посёлок Малочаганск;
6. Первомайский сельсовет — посёлок Первомайский;
7. Пылаевский сельсовет — село Озёрное, посёлок Луч;
8. Революционный сельсовет — посёлок Революционный;
9. Рубежинский сельсовет — посёлки Рубежинский, Большепрудный, Ударный, Дружный;
10. Сергиевский сельсовет — село Сергиевка, посёлки Новостройка, Новая Жизнь;
11. Соболевский сельсовет — село Соболево, посёлки Лесопитомник, Осочный, Степнянка;
12. Советский сельсовет — село Советское, посёлок Пятилетка;
13. Уральский сельсовет — посёлки Уральский, Ветелки, Долинный, Лебедев, Межевой, Усов;
14. Фурмановский сельсовет — посёлки Фурманов, Башкировка, Источный, Назаровка, Приречный, Пруды, Тюльпан, сёла Мансурово, Конное;
15. Шапошниковский сельсовет — село Шапошниково, посёлки Бакаушин, Вербовый Сырт.

Законом Оренбургской области от 12 мая 2015 года № 3228/870-V-ОЗ, сельские поселения Тюльпанский сельсовет и Фурмановский сельсовет были преобразованы, путём объединения, в сельское поселение Фурмановский сельсовет.

### Переволоцкий район
В состав района входят сельсоветы (сельские поселения):
- Адамовский сельсовет — сёла Адамовка, Власовка, Радовка;
- Донецкий сельсовет — село Донецкое;
- Зубочистенский сельсовет — село Зубочистка Первая;
- Зубочистенский Второй сельсовет — село Зубочистка Вторая;
- Кариновский сельсовет — село Кариновка, посёлок Судаковка, хутор Пустошь-Адамовка;
- Кичкасский сельсовет — сёла Кичкасс, Габдрафиково, Долиновка;
- Кубанский сельсовет — сёла Кубанка, Родничное, Рыжковка;
- Мамалаевский сельсовет — сёла Мамалаевка, Капитоновка, хутор Капитоновский Рыбоучасток, разъезд 12 км;
- Переволоцкий поссовет — посёлок Переволоцкий, село Филипповка, хутор Самарский, разъезд 13 км;
- Преторийский сельсовет — сёла Претория, Верхний Кунакбай, Камышовка, Новомихайловка, Суворовка, Чернозерка;
- Родничнодольский сельсовет — сёла Родничный Дол, Краснополье, Рычковка, Шуваловка;
- Садовый сельсовет — посёлок Садовый, село Алексеевка, хутора Вязовка, Южный;
- Степановский сельсовет — сёла Степановка, Кутлумбетово, Алмала, Алисово;
- Татищевский сельсовет — село Татищево;
- Чесноковский сельсовет — село Чесноковка;
- Южноуральский сельсовет — станция Сырт;
- Япрынцевский сельсовет — село Япрынцево, хутора Араповка, Таращанка.

Законом Оренбургской области от 27 июня 2014 года № 2417/693-V-ОЗ муниципальные образования Абрамовский сельсовет, Сеннинский сельсовет и Япрынцевский сельсовет преобразованы путём объединения в муниципальное образование Япрынцевский сельсовет с административным центром в селе Япрынцево.

### Пономарёвский район
В состав района входят сельсоветы (сельские поселения):
- Алексеевский сельсовет (присоединён к Дюсемьетьевскому сельсовету) — село Алексеевка;
- Борисовский сельсовет — село Борисовка;
- Воздвиженский сельсовет — сёла Воздвиженка, Кирсаново;
- Деминский сельсовет — посёлок Река Дема;
- Дюсьметьевский сельсовет — село Дюсьметьево;
- Ефремово-Зыковский сельсовет — сёла Ефремово-Зыково, Сорокино, посёлок Комиссаровка;
- Ключевский сельсовет — село Ключевка, посёлки Георгиевка, Ильиновка, Михайловка;
- Максимовский сельсовет — село Максимовка, посёлки Грачевка, Петровка;
- Наурузовский сельсовет — село Наурузово, посёлки Нариманово, Григорьевка;
- Нижнекузлинский сельсовет — сёла Нижние Кузлы, Верхние Кузлы, посёлок Владимировка;
- Пономаревский сельсовет — село Пономаревка, деревня Дмитриевка;
- Равнинный сельсовет — посёлки Равнинный, Жатва, село Алябьево;
- Романовский сельсовет — село Романовка;
- Семеновский сельсовет — село Семеновка;
- Софиевский сельсовет — село Софиевка;
- Фадеевский сельсовет — посёлки Фадеевский, Чистополье, сёла Беседино, Новобогородское.

### Сакмарский район
В состав района входят сельсоветы (сельские поселения):
- Архиповский сельсовет — сёла Архиповка, Донское, Санково;
- Беловский сельсовет — сёла Беловка, Ереминка, Гребени, Дворики;
- Белоусовский сельсовет — сёла Белоусовка, Андреевка;
- Верхнечебеньковский сельсовет — сёла Верхние Чебеньки, Дмитриевка, Нижние Чебеньки, Раздольское, Степные Огни;
- Дмитриевский сельсовет — посёлок Жилгородок, разъезд 202 км;
- Егорьевский сельсовет — сёла Егорьевка, Вознесенка, Михайловка, Искра, посёлок Херсонский;
- Каменский сельсовет — сёла Каменка, Марьевка;
- Краснокоммунарский поссовет — посёлок Красный Коммунар, село Известковое;
- Марьевский сельсовет — сёла Марьевка, Жданово, Янгиз;
- Никольский сельсовет — сёла Никольское, Петропавловка;
- Сакмарский сельсовет — сёла Сакмара, Рыбхоз;
- Светлый сельсовет — посёлки Светлый, Северный, Первенец, село Орловка;
- Татаро-Каргалинский сельсовет — сёла Татарская Каргала, Майорское,Чапаевское, Роза Люксембург, Соколовское;
- Тимашевский сельсовет — село Тимашево;
- Украинский сельсовет — сёла Первая Григорьевка, Вторая Григорьевка, Новопавлоград, Сергеевка, Украинка.[20]

### Саракташский район
В состав района входят сельсоветы (сельские поселения):
1. Александровский сельсовет — село Вторая Александровка, деревня Свиногорка;
2. Бурунчинский сельсовет — сёла Бурунча, Новомихайловка;
3. Васильевский сельсовет — сёла Васильевка, Кульчумово, Новоселки, Татарский Саракташ, деревни Покурлей, Райманово;
4. Воздвиженский сельсовет — сёла Воздвиженка, Шишма, Ирек, хутор Саперка;
5. Гавриловский сельсовет — село Гавриловка, деревни Булгаково, Правда, Родники;
6. Желтинский сельсовет — сёла Желтое, Кондуровка, Рыскулово, Новогафарово, Новониколаевка, Сунарчи, хутора Верхняя Черноречка, Саперка, Султанбаево, станции Желтая, Кондуровка;
7. Каировский сельсовет — сёла Каировка, Екатериновка, деревни Ладыгино, Назаровка, Николаевка, Нехорошевка, Смочилино;
8. Карагузинский сельсовет — село Карагузино;
9. Надеждинский сельсовет — сёла Надеждинка, Яковлевка, хутор Туркестан;
10. Николаевский сельсовет — сёла Николаевка, Биктимирово, Кабанкино, Рождественка;
11. Новосокулакский сельсовет — село Новосокулак, деревня Ислаевка;
12. Новочеркасский сельсовет — сёла Новочеркасск, Елшанка, Камышино, Красногор, Островное, посёлок Правобережный;
13. Петровский сельсовет — сёла Петровское, Андреевка;
14. Спасский сельсовет — сёла Спасское, Нижнеаскарово, Среднеаскарово, Ковыловка, Мальга;
15. Саракташский поссовет — посёлок Саракташ;
16. Старосокулакский сельсовет — сёла Старый Сокулак, Федоровка Вторая, посёлок Гремучий, хутора Широкий Брод, Черепановка;
17. Федоровский Первый сельсовет — село Федоровка Первая, деревня Сияльтугай, хутор Редькин;
18. Черкасский сельсовет — сёла Черкассы, Александровка;
19. Чёрноотрожский сельсовет — сёла Чёрный Отрог, Аблязово, Изяк-Никитино, Никитино, Студенцы, посёлок Советский, станция Чёрный Отрог.

Законом Оренбургской области от 8 мая 2015 года № 3209/853-V-ОЗ, сельские поселения Нижнеаскаровский сельсовет и Спасский сельсовет были преобразованы, путём объединения, в сельское поселение Спасский сельсовет.

### Светлинский район
- В состав района входят сельсоветы (сельские поселения)[16]:
- Актюбинский сельсовет — посёлок Актюбинский;
- Восточный сельсовет — посёлок Восточный;
- Гостеприимный сельсовет — посёлки Гостеприимный, Смоленский, станция Гостеприимная;
- Коскульский сельсовет — посёлок Коскуль;
- Озёрный сельсовет — посёлки Озёрный, Казанча;
- Светлинский поссовет — посёлок Светлый;
- Спутниковский сельсовет — посёлки Первомайский, Полевой;
- Степной сельсовет — посёлки Степной, Рудниковый;
- Тобольский сельсовет — посёлок Тобольский.

Законом Оренбургской области от 25 июня 2014 года № 2389/678-V-ОЗ муниципальные образования Светлинский поссовет и Целинный сельсовет преобразованы путём объединения в муниципальное образование Светлинский поссовет с административным центром в посёлке Светлый.

### Северный район
В состав района входят сельсоветы (сельские поселения):
- Аксенкинский сельсовет — сёла Аксенкино, Кабаевка, посёлок Нижнее Аксенкино, деревня Андреевка;
- Бакаевский сельсовет — село Бакаево, посёлки Зирекла, Тургай, Яктыкуль;
- Каменногорский сельсовет — село Каменногорское, деревня Павловка;
- Красноярский сельсовет — сёла Красноярка, Пашкино, посёлок Незнайка, деревня Кипчаг;
- Кряжлинский сельсовет — сёла Кряжлы, Сергушкино, деревня Кызыл Яр;
- Курско-Васильевский сельсовет — село Курская Васильевка, посёлки Кувак, Михайловка, Вертима, деревня Черновка;
- Михеевский сельсовет — деревни Ремчугово, Михеевка, посёлки Красный Холм, Медведка, Новополтавка;
- Мордово-Добринский сельсовет — сёла Мордово-Добрино, Ибряево, Новоборискино, посёлки Иркуль, Пашкино, Шумаково;
- Нижнечеляевский сельсовет — сёла Большедорожное, Нижнее Челяево, Трифоновка, посёлки Малиновка, Савельевка;
- Новодомосейкинский сельсовет — село Новодомосейкино, деревни Зубаревка, Жмакино, Новониколаевка;
- Русскокандызский сельсовет — село Русский Кандыз, посёлок Васильевка, деревня Шабрино;
- Рычковский сельсовет — сёла Октябрьское, Рычково, деревня Андреевка;
- Северный сельсовет — сёла Северное, Соковка, посёлок Савруш, деревни Бобровка, Богдановка, Раздолье;
- Секретарский сельсовет — сёла Секретарка, Моторино, Садовка;
- Староборискинский сельсовет — сёла Староборискино, Камышлинка, Наумовка, Солалейка, деревня Шаталовка, станция Дымка;
- Стародомосейкинский сельсовет (присоединён к Михеевскому сельсовету) — село Стародомосейкино, посёлки Куликовка, Новая Самара;
- Яковлевский сельсовет (присоединён к Новодомосейкинскому сельсовету) — село Яковлево, посёлок Камыш, деревни Кирсановка, Семыкино, Староверово-Васильевка.

### Соль-Илецкий район
В состав района входят сельсоветы (бывшие сельские поселения до их упразднения в 2015 году):
- Боевогорский сельсовет — село Боевая Гора, хутора Корольки, Роте Фане, Чкаловский, станция Маячная, разъезд 23 км;
- Буранный сельсовет — село Буранное, хутор Запальное, разъезд Базырово;
- Ветлянский сельсовет — село Ветлянка;
- Григорьевский сельсовет — село Григорьевка, посёлки Казанка, Чашкан, деревня Возрождение, станция Чашкан, разъезды 26 км, 27 км;
- Дружбинский сельсовет — село Дружба, разъезд Розенберг;
- Изобильный сельсовет — село Изобильное, станция Цвиллинга;
- Кумакский сельсовет — село Кумакское;
- Красномаякский сельсовет — посёлки Маякский, Малопрудный, Ракитный, сёла Ащебутак, Елшанка;
- Линёвский сельсовет — село Линёвка, хутор Каблово, разъезд Уютный;
- Михайловский сельсовет — сёла Михайловка, Беляевка, Смирновка;
- Новоилецкий сельсовет — село Новоилецк, посёлок Крутые Горки, разъезд Тираж;
- Первомайский сельсовет — сёла Первомайское, Егинсай, аул Талды-Кудук;
- Перовский сельсовет — сёла Перовка, Мещеряковка;
- Покровский сельсовет — село Покровка;
- Пригородный сельсовет — посёлки Шахтный, Дом Инвалидов;[20]
- Саратовский сельсовет — село Саратовка, посёлок Кирпичный Завод, станция Илецк Второй, разъезды 24 км, Денной;
- Тамар-Уткульский сельсовет — село Тамар-Уткуль;
- Троицкий сельсовет — сёла Троицк, Ивановка;
- Трудовой сельсовет — село Трудовое;
- Угольный сельсовет — сёла Угольное, Сухоречка, разъезд 25 км;
- Цвиллингский сельсовет — посёлки Дивнополье, Землянский.

Законом Оренбургской области от 6 марта 2015 года № 3028/833-V-ОЗ, с 1 мая 2015 года все муниципальные образования Соль-Илецкого района вместе с городом Соль-Илецк объединены в Соль-Илецкий городской округ.

### Сорочинский район
В состав района входят сельсоветы (сельские поселения):
- Баклановский сельсовет — сёла Баклановка, Березовка, Ивановка, Янтарное;
- Бурдыгинский сельсовет — сёла Бурдыгино, Надежденка, посёлок Кленовый;
- Войковский сельсовет — посёлки Войковский, Сборовский, сёла Спасское, Новобелогорка, Покровка[23];
- Гамалеевский сельсовет — село Гамалеевка, посёлки Гамалеевка-1, Новопокровка;
- Матвеевский сельсовет — сёла Матвеевка, Алексеевка, посёлок Медведка;
- Михайловский Первый сельсовет — село Михайловка Первая;
- Михайловский Второй сельсовет — сёла Михайловка Вторая, Ивановка Вторая, Каменка;
- Николаевский сельсовет — сёла Николаевка, Уран, Никольское[23];
- Первокрасный сельсовет — сёла Первокрасное, Малаховка;
- Пронькинский сельсовет — сёла Пронькино, Маховка, Сарабкино, посёлок Чесноковка;
- Родинский сельсовет — посёлки Родинский, Слободка, Рощино;[20]
- Романовский сельсовет — село Романовка;
- Рощинский сельсовет — посёлки Октябрьский, Новый;
- Толкаевский сельсовет — село Толкаевка;
- Федоровский сельсовет — сёла Федоровка, Троицкое[23].

С 1 июня 2015 года муниципальное образование Сорочинский район и все входящие в его состав сельские поселения утрачивают статус муниципального образования в связи с их объединением с городским округом город Сорочинск в Сорочинский городской округ.

### Ташлинский район
В состав района входят сельсоветы (сельские поселения):
- Алексеевский сельсовет — село Алексеевка;
- Благодарновский сельсовет — сёла Благодарное, Майское;
- Болдыревский сельсовет — сёла Болдырево, Луговое, Иртек;
- Бородинский сельсовет — село Бородинск;[20]
- Вязовский сельсовет — сёла Вязовое, Чернышовка, Шумаево;
- Заречный сельсовет — село Заречное;
- Калининский сельсовет — посёлок Калинин, сёла Кандалинцево, Коммуна, Прокуроновка;
- Кинделинский сельсовет — село Кинделя;[20]
- Новокаменский сельсовет — сёла Новокаменка, Буренино, Новосельное, Широкое;
- Придолинный сельсовет — посёлки Придолинный, Криницы;
- Ранневский сельсовет — сёла Раннее, Мирошкино, Пустобаево;
- Степановский сельсовет — сёла Степановка, Курташка, Каменноимангулово;
- Степной сельсовет — посёлки Степной, Жирнов, Западный;
- Ташлинский сельсовет — село Ташла, посёлок Плодовый;
- Трудовой сельсовет — сёла Трудовое, Кузьминка;
- Чернояровский сельсовет — сёла Черноярово, Жигалино, Чеботаревка;
- Шестаковский сельсовет — сёла Шестаковка, Баширово;
- Яснополянский сельсовет — посёлки Ясная Поляна, Восходящий, Зерновой, Солнечный.

### Тоцкий район
В состав района входят сельсоветы (сельские поселения):
- Богдановский сельсовет — сёла Богдановка, Амерханово, деревня Сайфутдиново;
- Верхнебузулукский сельсовет — посёлки Верхнебузулукский, Загорье, Некрасовский, Рябинный, село Биккулово;
- Задорожный сельсовет (присоединён к Свердловскому сельсовету) — посёлки Задорожный, Крыловка;
- Зареченский сельсовет — село Тоцкое Второе;
- Злобинский сельсовет — сёла Злобинка, Елховка, Ковешинка;
- Кирсановский сельсовет — село Кирсановка;
- Ковыляевский сельсовет — село Ковыляевка;
- Логачевский сельсовет (присоединён к Суворовскому сельсовету) — село Логачевка;
- Малоремизенский сельсовет — сёла Малая Ремизенка, Большая Ремизенка, Мулюково;
- Мананниковский сельсовет — село Мананниково;
- Медведский сельсовет — село Медведка;
- Молодёжный сельсовет — посёлок Молодёжный;
- Невежкинский сельсовет (присоединён к Павло-Антоновскому сельсовету) — село Невежкино;
- Павло-Антоновский сельсовет — село Павло-Антоновка;
- Погроминский сельсовет — сёла Погромное, Воробьевка, Жидиловка, станция Погромное;
- Преображенский сельсовет — сёла Преображенка, Николаевка;
- Пристанционный сельсовет — посёлки Пристанционный, Городок Третий;
- Приютинский сельсовет — сёла Приютное, Марковка;
- Саиновский сельсовет — село Саиновка;
- Свердловский сельсовет — посёлки Свердлово, Набережный, Ново-Васильевка, Любимовка, сёла Кзыл-Мечеть, Кундузлутамак;
- Суворовский сельсовет — посёлки Суворовский, Глубинный, Дальний, Дружный, Казанка, Кубанка, Новые Пруды;
- Тоцкий сельсовет — село Тоцкое, посёлок Первое Мая, хутор Сорочка.

### Тюльганский район
В состав района входят сельсоветы (сельские поселения):
- Алмалинский сельсовет — сёла Алмала, Варваринка;
- Благовещенский сельсовет — сёла Благовещенка, Болдыревка;
- Благодарновский сельсовет — сёла Благодарное, Астрахановка, Екатериновка, Романовка, хутора Егорьевка, Парфирьевка;
- Городецкий сельсовет — село Городки, хутора Новосергиевка, Советский;
- Екатеринославский сельсовет — сёла Екатеринославка, Аустяново, Савельевка, Стретинка;
- Ивановский сельсовет — сёла Ивановка, Рудное;
- Ключевский сельсовет — село Ключи;
- Нововасильевский сельсовет (присоединён к Тюльганскому поссовету) — сёла Нововасильевка, Новониколаевка;
- Разномойский сельсовет — село Разномойка, хутор Славянка;
- Репьевский сельсовет — сёла Репьевка, Козловка;
- Ташлинский сельсовет — село Ташла;
- Троицкий сельсовет — сёла Троицкое, Междуречье, Николаевка, хутор Андреевский;
- Тугустемирский сельсовет — село Тугустемир, деревня Новая Барангуловка, хутора Калинин, Новый Турай, Старый Турай;
- Тюльганский поссовет — посёлок Тюльган;
- Чапаевский сельсовет — сёла Владимировка, Алабердино, Давлеткулово, хутор Копылы, станция Тюльган.

### Шарлыкский район
В состав района входят сельсоветы (сельские поселения):
- Богородский сельсовет — сёла Богородское, Романовка;
- Дубровский сельсовет — село Дубровка, посёлок Луна;
- Зерклинский сельсовет — сёла Зеркло, Колычево;
- Илькульганский сельсовет — сёла Илькульган, Рождественка;
- Казанский сельсовет — сёла Казанка, Юзеево, посёлок Кизлоям;
- Константиновский сельсовет — сёла Константиновка, Кузьминовка, Прохоровка, Ялчкаево;
- Новоархангельский сельсовет — село Новоархангельское;
- Новомусинский сельсовет — сёла Новомусино, Николаевка, посёлок Урняк;
- Новоникольский сельсовет — село Новоникольское, хутор Самойловский;
- Парадеевский сельсовет — село Парадеево;
- Преображенский сельсовет — село Преображенка, посёлки Вишневка, Новогеоргиевка, Бобровка;
- Путятинский сельсовет — сёла Путятино, Зобово, Зирекло, Изяк-Никитино, посёлки Ванюшино, Воронино, Кутуево, деревня Ново-Федоровка;
- Ратчинский сельсовет — село Ратчино, посёлок Екатериновка;
- Сарманайский сельсовет — сёла Сарманай, Малослободка, посёлки Березовка, Перовка, Подгорный;
- Слоновский сельсовет — сёла Слоновка, Покровка;
- Титовский сельсовет — сёла Титовка, Бараково, Мустафино;
- Шарлыкский сельсовет — сёла Шарлык, Кармалка, посёлок Приветливый.

### Ясненский район
В состав района входят сельсоветы (бывшие сельские поселения до их упразднения в 2015 году):
- Акжарский сельсовет — село Акжарское, посёлки Рассвет, Алимбай, Каракульский;
- Веселовский сельсовет — посёлки Веселовский, Садовый;
- Еленовский сельсовет — сёла Еленовка, Керуембай, Котансу, Верхний Киембай;
- Комаровский сельсовет — посёлок Комарово, сёла Тыкаша, Ореховка;
- Кумакский сельсовет — посёлок Кумак;
- Новосельский сельсовет — посёлки Новосельский, Аласай, Речной.

Законом Оренбургской области от 6 марта 2015 года № 3027/832-V-ОЗ, с 1 мая 2015 года все муниципальные образования Ясненского района вместе с городом Ясный объединены в Ясненский городской округ.

## История
7 декабря 1934 года Президиум ВЦИК принял постановление об образовании Оренбургской области. В состав области вошли города Оренбург, Орск, Бузулук, Бугуруслан, Абдулино, а также районы Абдулинский, Боклинский, Бугурусланский, Пономарёвский, Сорочинский, Покровский, Соль-Илецкий, Каширинский, Шарлыкский, Саракташский, Буртинский, Орский, Кваркенский и Домбаровский. Кроме этого, в область были включены западная часть Адамовского, северные части Акбулакского и Степного, вся северная территория Тёпловского районов Казахской АССР и южная Зиянчуринского района Башкирской АССР (от Степного района вошли небольшие северо-западная и северо-восточная части, от остальных районов АССР вошли основные части вместе с райцентрами).
По состоянию на февраль 1935 года Оренбургская область делилась на 52 района:
| - Абдулинский - Адамовский - Акбулакский - Александровский - Андреевский - Асекеевский - Белозерский - Бугурусланский - Бузулукский - Буранный - Буртинский - Гавриловский - Грачёвский | - Державинский - Домбаровский - Екатериновский - Зиянчуринский - Ивановский - Илекский - Каширинский - Кваркенский - Кичкасский - Краснопартизанский - Краснохолмский - Кувандыкский - Курманаевский | - Люксембургский - Матвеевский - Мордовско-Боклинский - Мустаевский - Новоорский - Новопокровский - Новосергиевский - Оренбургский - Орский - Павловский - Переволоцкий - Покровский - Пономаревский | - Сакмарский - Саракташский - Свердловский - Секретарский - Сок-Кармалинский - Соль-Илецкий - Сорочинский - Ташлинский - Тепловский - Тоцкий - Троицкий - Халиловский - Шарлыкский |

25 декабря 1937 года Каширинский район был переименован в Октябрьский.
1 сентября 1938 года был упразднён Кичкасский район. 26 декабря 1938 года Оренбургская область была переименована в Чкаловскую, а город Оренбург — в Чкалов.
19 января 1939 года Оренбургский район был переименован в Чкаловский. 8 апреля 1939 года города Бугуруслан и Медногорск получили статус городов областного подчинения.
17 июля 1943 года был образован Ново-Троицкий район.
13 апреля 1945 года город Новотроицк получил статус города областного подчинения.
14 января 1957 года Секретарский и Сок-Кармалинский районы были объединены в Северный район. 4 декабря 1957 года Чкаловская область была переименована в Оренбургскую, а город Чкалов — в Оренбург.
26 марта 1958 года Мордово-Боклинский район был переименован в Аксаковский.
3 апреля 1959 года были упразднены Аксаковский, Андреевский, Буранный, Гавриловский, Державинский, Екатериновский, Ивановский, Красно-Партизанский, Ново-Покровский, Павловский, Покровский и Свердловский районы. 21 июля 1959 года был упразднён Зиянчуринский район.
19 мая 1960 года Кувандыкский район был переименован в Медногорский. 3 ноября 1960 года Халиловский район был переименован в Гайский.
21 мая 1962 года Тепловский район был переименован в Первомайский.
1 февраля 1963 года территория Оренбургской области была разделена на 16 сельских и 1 промышленный район:
- Абдулинский
- Адамовский
- Бугурусланский
- Бузулукский
- Илекский
- Кваркенский
- Кувандыкский
- Новосергиевский
- Октябрьский
- Оренбургский
- Орский
- Первомайский
- Саракташский
- Соль-Илецкий
- Сорочинский
- Шарлыкский
- Светлинский промышленный

11 января 1965 года сельские районы были преобразованы в обычные районы. При этом Орский район был переименован в Гайский, а Светлинский промышленный район упразднён. Дополнительно образованы Акбулакский, Александровский, Асекеевский,
Беляевский, Домбаровский, Курманаевский, Переволоцкий, Пономаревский, Сакмарский, Светлинский, Северный, Ташлинский, Тоцкий и Тюльганский районы. 3 ноября 1965 года были образованы Грачевский и Матвеевский районы.
В декабре 1966 года были образованы Красногвардейский и Новоорский районы.
В декабре 1979 года был образован Ясненский район.